# Карри, Лорн
Лорн Кемпбелл Карри (англ. Lorne Campbell Currie; 25 апреля 1871, Гавр — 21 июня 1926, Гавр) — британский яхтсмен, двукратный чемпион летних Олимпийских игр 1900.
На Играх на яхте Scotia соревновался в классе яхт водоизмещением 0,5—1 тонны и в открытом классе. Обе эти гонки его команда выиграла, и Карри стал двукратным чемпионом Игр.